# Artur Dyson
Pour les articles homonymes, voir Dyson (homonymie).
Artur Dyson, de son nom complet Artur Dyson dos Santos, est un footballeur portugais né le 9 janvier 1912 à Lisbonne et mort le 14 octobre 1985. Il évoluait au poste de gardien de but.

## Biographie

### En club
Artur Dyson commence sa carrière au Benfica Lisbonne en 1928.  Avec le club lisboète, il remporte le Cameponato de Portugal, ancêtre de la Coupe du Portugal, en 1930,.
Il devient joueur du Sporting Portugal en 1931. Il remporte le Cameponato de Portugal à nouveau en 1931 et en 1936.
Il dispute au total 25 matchs en première division portugaise, durant les premières éditions de cette compétition,.

### En équipe nationale
International portugais, il reçoit quatre sélections en équipe du Portugal entre 1931 et 1935, dont une seule titularisation, pour cinq buts encaissés.
Ses deux premiers matchs ont lieu dans le cadre d'amicaux contre la Belgique le 31 mai 1931 (victoire 3-2 à Lisbonne, entrée en jeu à 1-2) et contre la Yougoslavie le 3 mai 1932 (victoire 3-2 à Lisbonne, titulaire).
Il dispute son troisième match le 18 mars 1934 dans le cadre des qualifications pour la Coupe du monde 1934 pour le barrage retour contre l'Espagne (défaite 1-2 à Lisbonne, entrée en jeu à la mi-temps, à 1-2).
Il dispute son dernier match le 5 mai 1935 en amical contre l'Espagne (match nul 3-3 à Lisbonne, entrée en jeu à 0-0).

## Palmarès
Avec le Benfica Lisbonne :
- Vainqueur du Campeonato de Portugal (ancêtre de la Coupe du Portugal) en 1930

Avec le Sporting Portugal :
- Vainqueur du Campeonato de Portugal (ancêtre de la Coupe du Portugal) en 1931 et 1936
- Champion de Lisbonne en 1934, 1935 et 1936